# スクランブル交差点

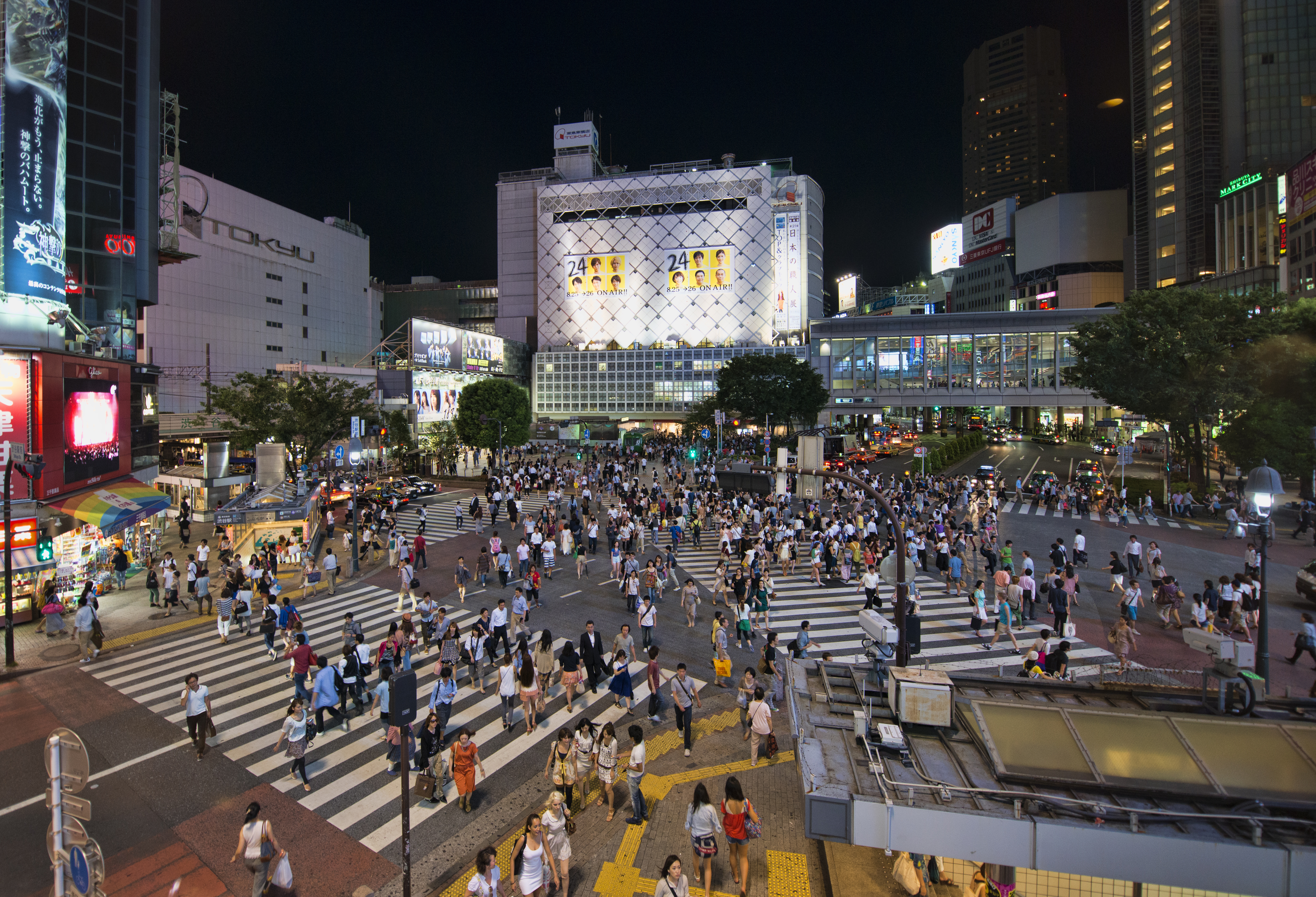
渋谷駅前交差点（渋谷スクランブル交差点）

スクランブル交差点（スクランブルこうさてん）は、交差点の種類の一つである。横断歩行者と自動車の交通を完全に分離する方式の歩車分離式信号機が使用される交差点である。

## 概要

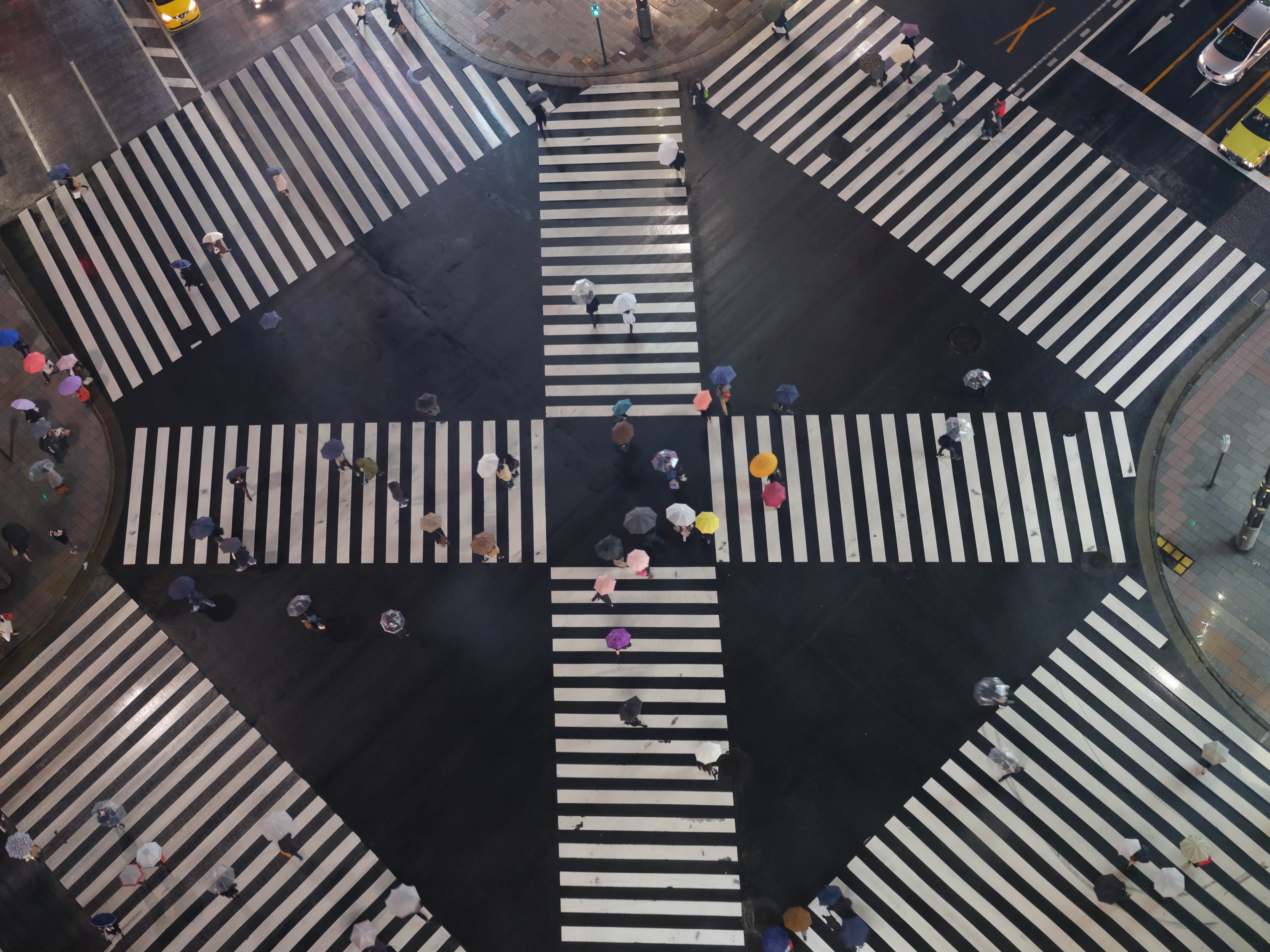
上から見たスクランブル交差点

一般的な交差点においては、交差する交通が交互に通行するよう信号機が制御されており、たとえば十字交差点で歩行者が斜め向かい側（対角線上）に渡る場合、2回道路を横断することになる。
スクランブル交差点では、信号機標示のうち一時的に交差点へ流入する車の流れを全て止めるとともに歩行者信号がすべて青信号となる状態が設けられており、歩行者はこのときに交差点内のあらゆる方向へ自由に横断することができる。
人通りの多い繁華街の交差点において主に採用されている。

## 歴史
世界で最初に設置されたのはアメリカ・ミズーリ州カンザスシティとカナダ・バンクーバーで、1960年代にはじめられたシステムである。

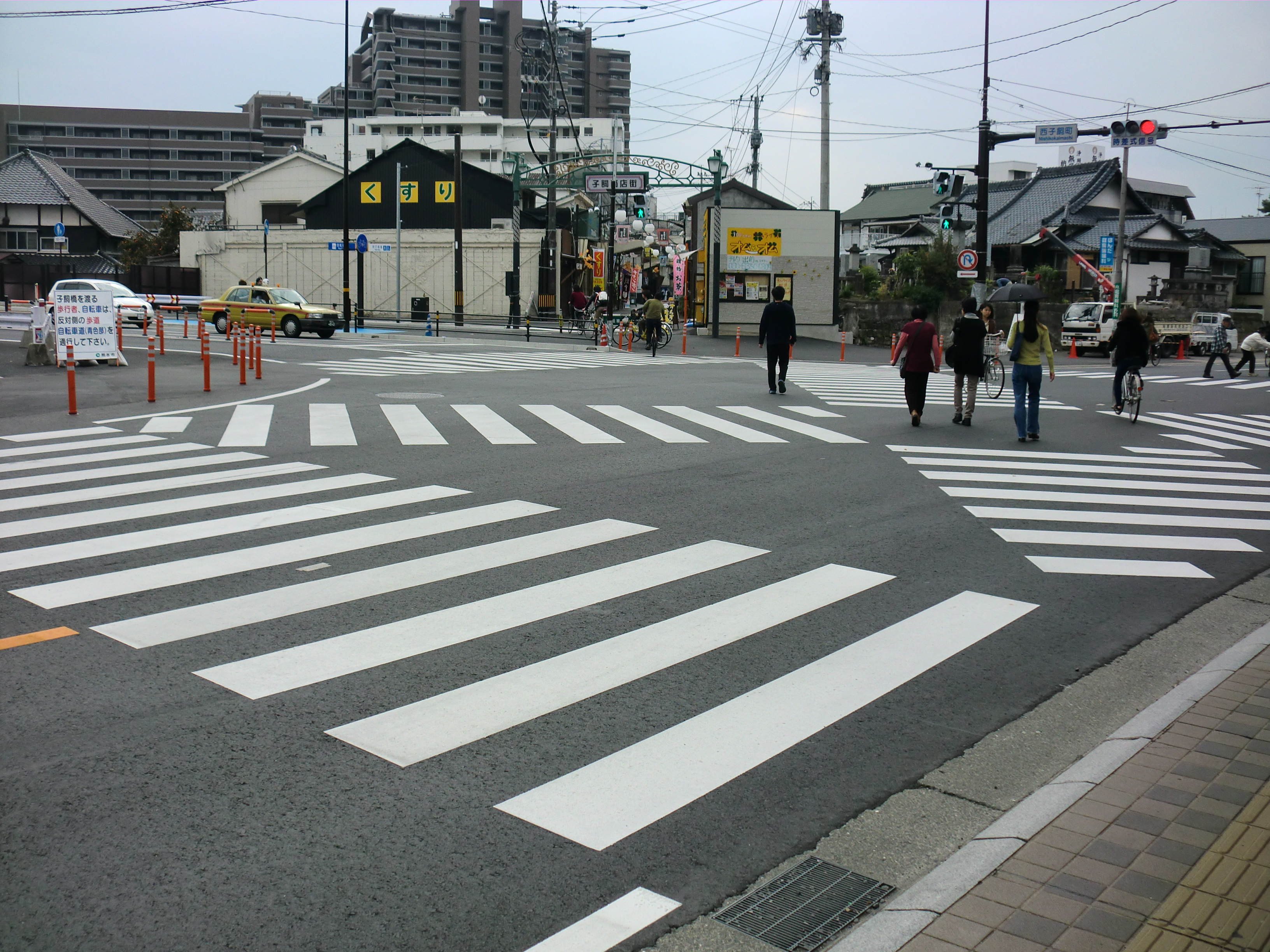
熊本市の子飼交差点

日本におけるスクランブル交差点は日付に諸説あるが、熊本県警察史によると1968年（昭和43年）12月1日（3月5日の説もあり）、熊本県熊本市の子飼交差点が初めてとされている。当時の子飼交差点は渋滞スポットで有名で、対策に頭を痛めていた熊本県警察が外国の例を参考に導入したものである。T字型の交差点に、熊本市電黒髪線（1972年廃止）の電停の終点が絡むという構造で、熊本大学などへの通学客と子飼商店街の買い物客が信号待ちの間に電停から溢れるという不便を解消する手段であり、十字型の交差路の歩行者の斜め移動の利便性よりも、むしろ大規模な歩車分離式信号機の先駆けといえる。なお、当時熊本県警察で導入に携わった担当者によると、九州管区警察学校で読んだ本に載っていたニューヨーク5番街のスクランブル交差点からヒントを得たという。
1971年（昭和46）3月までに福岡市、金沢市など全国6市の11か所に広がり、同年4月5日からは東京都内でも世田谷区・大田区・墨田区・練馬区・調布市において小学校周辺の交差点計5か所で「スクール・スクランブル」と称して導入、同年4月26日からは都心部でも「タウン・スクランブル」として新宿駅東口の明治通りの4か所の交差点（二幸前、富士銀行新宿支店前、紀伊国屋前、伊勢丹横）に導入された。歩行者の多いことで知られる渋谷駅前交差点には、1973年（昭和48年）に導入された。
2017年3月時点で、日本全国に876か所のスクランブル交差点がある
。多い都道府県の上位は長野県（165か所）、大阪府（156か所）、愛知県（81か所）、神奈川県（55か所）、東京都（50か所）、千葉県（49か所）。いっぽう、山形県、富山県、鳥取県、鹿児島県は各1か所のみで、栃木県、香川県、高知県にはスクランブル交差点はない。

## 日本のスクランブル交差点
日本のスクランブル交差点では、案内標識に「歩車分離式」「スクランブル式」「スクランブル信号」などと表記され、標示には交差点の内側方向に伸びる横断歩道が描かれる場合がある。岐阜県では「歩車分離式（スクランブル式）」といった表示板が設置されている交差点も存在する。
渋谷スクランブル交差点は、日本で最大規模のスクランブル交差点で、1回の青信号で多い時には約3000人が通行するといわれる。信号の切り替わりとともに大勢の人々が一斉に歩き出す様子は、その膨大な歩行者の量から、巨大都市・東京を象徴する光景として紹介されることが多く、訪日外国人旅行向けの観光ツアーの日程にも組まれるほどとなっている。
歩行者の安全と渋滞緩和という目的を果たすため、信号機の点滅間隔には、人の歩く速さ（1秒間で1メートル）・車が通りすぎる時間（2秒間で1台）・車1台が占有する道路の長さ（1台あたり6メートル）などを考慮した綿密な計算によって決定されている。
なお近年はスクランブル交差点内にて、斜め横断の自転車が歩行者と衝突する事故が相次いでいることから、交差点によってはスクランブル交差点を歩車分離式（斜め横断が出来ない歩行者専用現示方式）に切り替えるケースもある。
また渋谷スクランブル交差点のようにハロウィン期間中は歩車分離式に変更する措置をとっているケースもある。

## 評価と現状
スクランブル交差点は通常の交差点よりも交通容量が小さく、車両の渋滞を招くことも多い。地方都市では、都市の衰退による歩行者の減少に比してモータリゼーションの進展により自動車交通が増加し、スクランブル式であることが交差点での交通渋滞の原因とされて、通常の信号機に戻されるケースもしばしば見られる。
幹線道路を跨いだ地域交流を密にする目的や、交差点での交通事故防止のために、スクランブル交差点の設置が要望されているところもあるが、警察などの行政が渋滞や集団行動などの問題を懸念してスクランブル化を拒むケースが多い。
人と車の交通量の少ない交差点がスクランブル化され、交通量が多く真に必要な交差点のスクランブル化が進まないケースも見られる。青信号の時間が短く、スクランブルであれば間に合うが、スクランブルではない為に間に合わず2回待たされる場合も多い。
富山市では、路面電車の新規路線建設に合わせて、スクランブル交差点が消滅したが、再びスクランブル交差点が設置されている。通常の交差点と比べて一回あたりの歩行者数が多いため、車両事故による被害が大きくなる可能性も高くなる面があるといえる。一方で日本国外で日本のスクランブル交差点が評価されることがあり、2009年4月にはロンドンの繁華街の中心オックスフォード・サーカスにおいて「日本に倣って」スクランブル式が導入されることが発表され、2009年11月2日に完成した。
2014年、NTTドコモは「歩きスマホ」の事故防止およびマナー向上の取り組みとして、「渋谷の交差点で全員が『歩きスマホ』をしたらどうなるか」という内容のシミュレーションを行っている。